# Costituzione jugoslava del 1953
La Costituzione jugoslava del 1953 è stata la seconda legge fondamentale della Repubblica Federativa Popolare di Jugoslavia ed entrò in vigore il 13 gennaio del 1953. Fu emanata come una serie di emendamenti alla Costituzione del 1946, con l'obiettivo di introdurre l'idea dell'autogestione nell'ambito costituzionale. La Costituzione rimase in vigore fino all'entrata in vigore di quella del 1963.
La seconda Costituzione jugoslava fu adottata al VI Congresso della Lega dei Comunisti di Jugoslavia e separava parzialmente il partito dalle funzioni politiche dello stato, garantendo alcuni diritti civili e politici ai singoli e alle repubbliche costituenti. Stabilì in seguito le fondamenta legali del controllo operaio delle imprese e aumentò il potere del governo locale; fu istituita l'Assemblea federale del popolo con due camere: il Consiglio federale, rappresentante direttamente le regioni, e il Consiglio dei produttori, rappresentante le aziende economiche e i gruppi di lavoratori. Il ramo esecutivo del governo federale, ovvero il Consiglio esecutivo federale, aveva solamente cinque ministeri che si occupavano degli affari nazionali e della politica estera. La Lega dei Comunisti mantenne il controllo politico esclusivo, basandosi sul pensiero leninista che la burocrazia statale si sarebbe indebolita, e che un sistema multipartitico avrebbe dato un maggior impiccio alle istituzioni burocratiche.

## Regolamentazioni
Sulle basi dell'ordine politico e sociale, fu dichiarata la proprietà sociale dei mezzi di produzione, l'auto-produzione nell'economia, l'autogestione dei lavoratori nelle municipalità, città e contee e l'autonomia delle persone attive nei servizi educativi e socio-culturali.
La Jugoslavia fu proclamata come uno stato socialista, democratico e federale di nazioni uguali e sovrane. Tutti i poteri del Paese sarebbero appartenuti al popolo tramite i suoi rappresentanti nei vari organi, e l'auto governo fu posto alla base dell'intera organizzazione.
Il principio dicotomico della separazione dei poteri fu abbandonato, e l'Assemblea federale del popolo fu proclamata come il supremo rappresentante della sovranità popolare e la più alta autorità della federazione.
Gli organi esecutivi più importanti fino ad allora, il Presidium dell'Assemblea nazionale della FNRJ e il Governo, furono sostituiti da due autorità esecutive dell'Assembla federale del popolo: il presidente della Repubblica e il Consiglio esecutivo federale, che erano responsabili, sulla carta, dell'operato dell'Assemblea. Il presidente della Repubblica era anche il presidente del Consiglio federale esecutivo.
Fu abbandonato il centralismo democratico mentre furono aumentati i diritti delle repubbliche e delle regioni autonome, e a livello delle municipalità fu introdotta l'autogestione di città e contee.